# كرايغ هاير
كرايغ هاير (بالإنجليزية: Craig Heyer)‏ هو لاعب كرة قاعدة أمريكي، ولد في 15 نوفمبر 1985 في سكوتسديل في الولايات المتحدة.

## وصلات خارجية
- كرايغ هاير على موقعبيزبول رفرنس.كوم (الدوري الثانوي) (الإنجليزية)